# Skylar Thompson
Skylar John Thompson (* 4. Juni 1997 in Palmyra, Missouri) ist ein US-amerikanischer American-Football-Spieler auf der Position des Quarterbacks. Aktuell spielt er für die Pittsburgh Steelers in der National Football League (NFL). Von 2022 bis 2024 stand er bei den Miami Dolphins unter Vertrag.

## Frühe Jahre
Thompsons Mutter Teresa starb 2004 an Brustkrebs, als er sechs Jahre alt war. Er ging in Independence, Missouri, auf die Highschool. Zwischen 2016 und 2021 besuchte er die Kansas State University. In dieser Zeit erzielte er für das Collegefootballteam 7.134 Yards, 42 Touchdowns und 16 Interceptions. Außerdem erlief er 1.086 Yards für 26 Touchdowns.

## NFL
Thompson wurde im NFL-Draft 2022 in der siebten Runde an 247. Stelle von den Miami Dolphins ausgewählt. 
Am 5. Spieltag, im Spiel gegen die New York Jets, gab er sein NFL-Debüt, als sich Teddy Bridgewater eine Gehirnerschütterung im Spiel zuzog. Er brachte 19 von 33 Pässe für 166 Yards bei der 40:17-Niederlage an den Mann, dabei unterlief ihm eine Interception.
Am sechsten Spieltag der Saison, im Spiel gegen die Minnesota Vikings, wurde er zum Starter ernannt, nachdem abzusehen war, dass Tua Tagovailoa nicht einsatzbereit sein würde und auch Ersatzquarterback Teddy Bridgewater angeschlagen war. In dem Spiel zog sich Thompson eine Verletzung am Daumen zu, so dass er durch Bridgewater ersetzt werden musste. Am 17. Spieltag erzielte er seinen ersten Touchdown in der NFL. Am letzten Spieltag der Saison wurde Thompson erneut zum Starter ernannt. Die Dolphins erreichte die Playoffs und Thompson wurde im Spiel gegen die Buffalo Bills erneut zum Starter ernannt. Das Spiel ging überraschend knapp 34:31 verloren. Er warf Pässe für 220 Yards, einen Touchdown und zwei Interceptions.
Am 14. Januar 2025 einigte er sich mit den Pittsburgh Steelers auf einen Reserve/Future-Vertrag.